# コマーシャル・ブロードウェイ駅

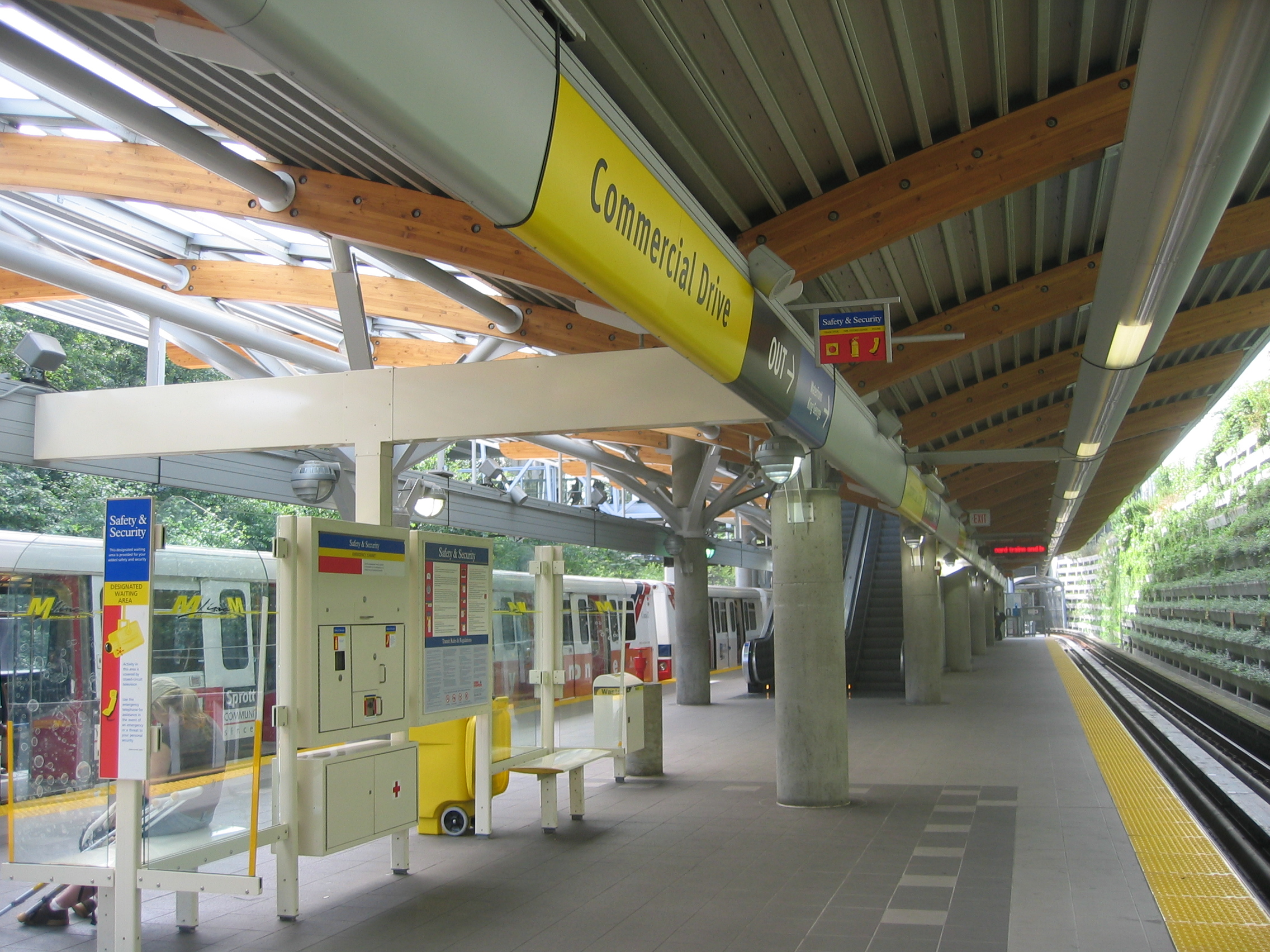
地上ホーム（コマーシャル・ドライブ駅時代の写真）

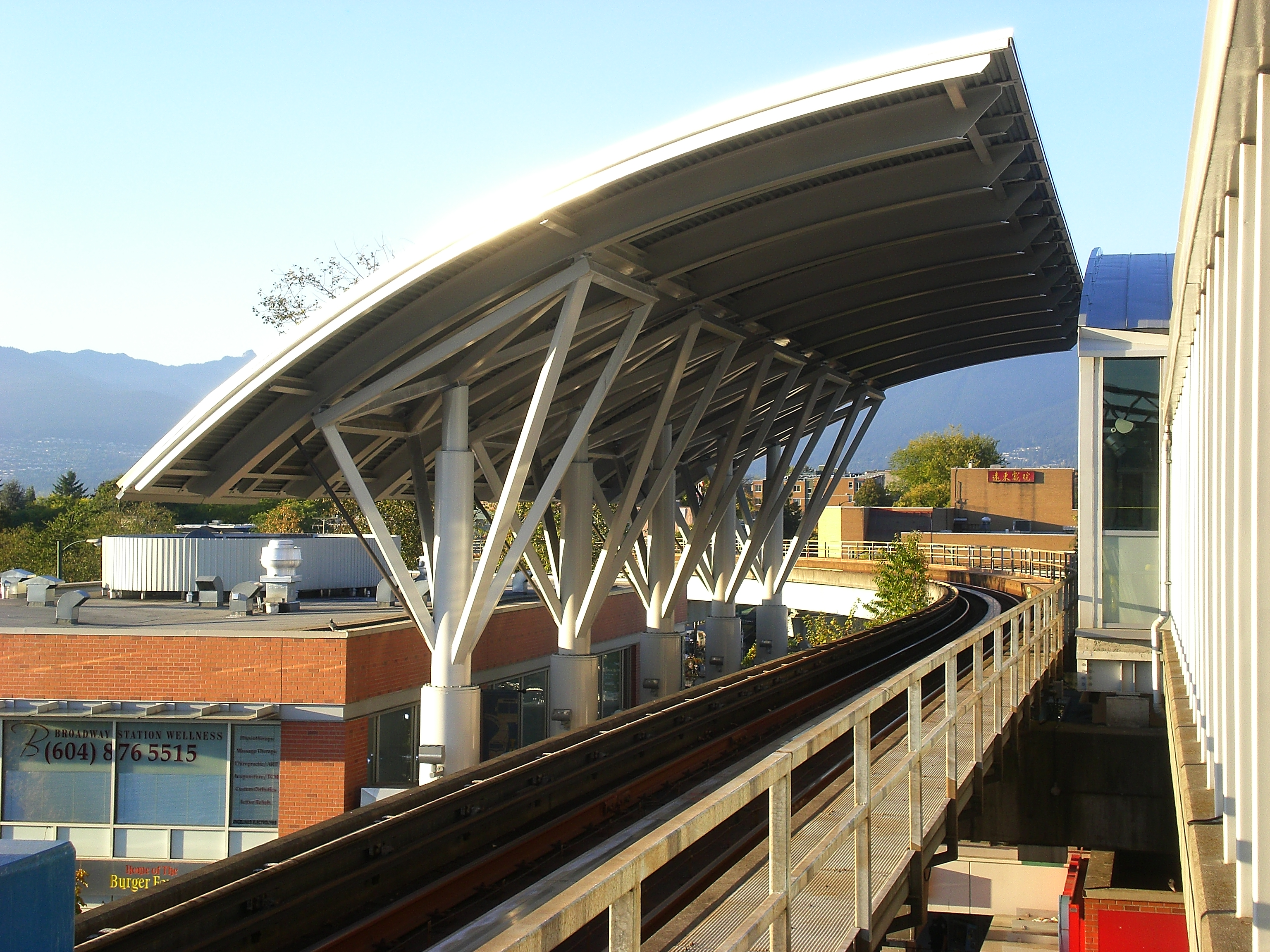
高架ホーム

コマーシャル・ブロードウェイ駅（英: Commercial–Broadway Station）は、カナダのブリティッシュコロンビア州バンクーバー市にある、スカイトレイン（エキスポライン、ミレニアムライン）の駅である。

## 概要・沿革
この駅はエキスポラインのブロードウェイ駅（英: Broadway Station）とミレニアムラインのコマーシャルドライブ駅（英: Commercial Drive Station）が合併したものである。
ブロードウェイ駅
1985年12月11日にエキスポラインの駅として開業。利用客の最も多い駅の一つとなり、2002年にコマーシャル駅を経由するミレニアムラインの乗換駅となった。2008年から駅の改修工事が行われ、エレベータの移転作業などが行われ、2009年に終了した。
コマーシャルドライブ駅
2002年にミレニアムラインの一時的な終着駅として開業、その後西方750mほど先のVCC-クラーク駅まで延伸したため中間駅となった。
これらの駅が正式に今の駅名に変更されたのは2009年9月7日で、新しく開業したカナダラインのブロードウェイ・シティホール駅との混同を避けるためであった。コマーシャル・ドライブ駅が今の1・2番ホーム（地上ホーム）、ブロードウェイ駅が今の3・4ホーム（高架ホーム）に該当する。

## 駅構造
島式1面2線の地上ホームと島式2面3線の高架ホームの合計3面5線の駅。高架ホームがエキスポライン、地上ホームをミレニアムラインが使用している。
双方のホームの間は移動距離が大きく、かつ掘削内の地上ホームから高架ホーム間の移動を強いられるため、乗り換えに時間を要する。
ウォーターフロント駅方面の電車は両側のドアが開く。5番線は2019年に新設された。

### のりば
| ホーム     | 路線              | 行先                                                 |            |
| 地上ホーム | 地上ホーム        | 地上ホーム                                           | 地上ホーム |
| ---------- | ----------------- | ---------------------------------------------------- | ---------- |
| 1          | ■ミレニアムライン | VCC-クラーク方面                                     |            |
| 2          | ■ミレニアムライン | ラファージレイク・ダグラス方面                       |            |
| 高架ホーム |                   |                                                      |            |
| 3・5       | ■エキスポライン   | ウォーターフロント方面                               |            |
| 4          | ■エキスポライン   | コロンビア・キングジョージ方面                       |            |
| 4          | ■エキスポライン   | コロンビア・プロダクションウェイ・ユニバーシティ方面 |            |

## 駅周辺
東バンクーバーにあるブロードウェイとコマーシャル・ドライブが交わる交差点の東側に位置する。また、リトルイタリア地区の外れでもある。

### 路線バス
- 9系統 - UBC行、アルマ通り行、バウンダリー・ロード行
- 20系統 - ダウンタウン行、ヴィクトリア通り行
- 99系統（Bライン） - UBC行
- N9系統 - ダウンタウン行、コキットラム駅行（深夜バス）
- N20系統 - ダウンタウン行、ヴィクトリア通り行（深夜バス）

## 隣の駅
■ エキスポ・ライン
メインストリート・サイエンスワールド駅 - コマーシャル・ブロードウェイ駅 - ナナイモ駅
■ミレニアムライン
VCC・クラーク駅 - コマーシャル・ブロードウェイ駅 - レンフリュー駅